# 马可 (音乐家)

马可（1918年6月27日—1976年7月27日），男，江苏徐州人，中国近代作曲家、音乐理论家。

## 生平
马可早年就读于河南大学化学系，曾参加一二九运动，1937年抗日战争爆发后，投笔从戎，参加河南抗敌后援会演剧三队，后担任国军军委政治部抗敌演剧十队指挥和音乐创作。
1939年，馬可赴延安，加入“魯迅藝術學院”音乐系，发起组织“中国民歌研究会”，采集、记录大量民歌和民间音乐，抗日战争胜利后，随鲁艺到东北，1949年中华人民共和国成立后，担任中央戏剧学院歌剧系主任，戏剧研究员音乐研究室主任，中国音乐学院成立后担任院长，兼任中国歌剧舞剧院院长，《人民音乐》杂志主编。
1945年参加新歌剧《白毛女》的音乐创作工作，对中国新歌剧的创造和发展作了重要贡献。

## 作品
他的主要作品有秧歌剧《夫妻识字》，歌剧《周子山》、《白毛女》、《小二黑结婚》，管弦乐《陕北组曲》，合唱《吕梁山大合唱》，歌曲《南泥湾》、《咱们工人有力量》等。
- 歌曲
  - 《南泥湾》
  - 《我们是民主青年》
  - 《咱们工人有力量》
  - 《马梁山大合唱》
- 秧歌剧
  - 《夫妻识字》
  - 《周子山》
  - 《白毛女》
  - 《小二黑结婚》
- 管弦乐
  - 《陕北组曲》
- 《哀乐》

他还著有《中国民间音乐讲话》、《时代歌声漫议》、《冼星海传》等音乐理论书籍。

## 軼事
根據作家李純恩引述友人所說︰「7月27日，他在北京病危，在河北唐山的兒子趕到北京醫院送終，當天老人家走了。第二天，7月28日唐山大地震，他兒子的老婆和孩子全部幸免于难。」